# Still Loving You
"Still Loving You" é uma power ballad da banda alemã de hard rock e heavy metal Scorpions. Foi escrita por Rudolf Schenker com Klaus Meine, para seu nono álbum de estúdio, Love at First Sting, lançado em 1984. Em julho do mesmo ano,  foi lançado como o segundo single do álbum. Sua letra tem sido vista como uma metáfora da divisão da Alemanha Oriental e Alemanha Ocidental, mas o significado real é sobre a história de um amor desesperado.
Em uma entrevista com a Songfacts, Rudolf Schenker explicou: "É uma história sobre um caso de amor, onde reconhecem que pode ter acabado, mas irão tentar de novo". 
O videoclipe foi lançado em julho de 1984,  e foi filmado em Dallas, Texas no Reunion Arena.
É considerada uma das baladas clássicas do grupo alemão, além de ser ícone do estilo power ballad. Ingressou no Top 10 em alguns países europeus, incluindo na França, onde obteve em poucos meses, o certificado de platina ao superar um milhão de cópias vendidas. Até o momento, apenas na França, o single já vendeu mais de 1,7 milhões cópias.
A canção também fez bastante sucesso no Brasil, tendo feito parte da trilha sonora internacional da telenovela Corpo a Corpo, exibida pela Rede Globo e também devido a apresentação do grupo na primeira edição do Rock in Rio em janeiro de 1985.
Em 1992, foi lançada em uma versão remasterizada em uma compilação homônima, que em alguns países foi lançado como um single.